# PT 109호
PT 109호는 미국의 제2차 세계 대전 때 활동한 모터 어뢰정이며, 강력한 파괴력을 가진 가장 빠른 배이다.

## 미국 대통령
배는 일본 구축함과의 전투에서 침몰하였지만 지휘관인 존 F. 케네디는 살아남아 미국의 대통령이 되었다.